# Paul Huddle
Paul Huddle (* 6. Oktober 1962 in Glendale) ist ein US-amerikanischer Buchautor und Trainer sowie ehemaliger Triathlet. 

## Werdegang

### Profi-Triathlet seit 1983
Paul Huddle war im Triathlon-Sport von 1983 bis 1994 als Profi-Athlet aktiv. In dieser Zeit absolvierte er mehr als 20 Triathlons über die Ironman-Distanz (davon neun in Hawaii) und weit mehr als 300 weitere Triathlons.

### 6. Rang Ironman Hawaii 1993
Paul Huddle ist seit 1994 als Trainer sowie auch als WTC-Renndirektor für verschiedene Events, unter anderem für den Ironman Arizona, tätig und lebt in Encinitas.
Im Oktober 2005 heiratete er die Profi-Triathletin und mehrfache Siegerin des Triathlon Longue Distance de Nice und des Ironman Hawaii, Paula Newby-Fraser (* 1962).

## Sportliche Erfolge
| Datum/Jahr | Platz | Wettbewerb           | Austragungsort   | Zeit     | Bemerkung |
| ---------- | ----- | -------------------- | ---------------- | -------- | --------- |
| 1991       | 1     | Wildflower Triathlon | Lake San Antonio | 04:07:33 |           |
| 1989       | 1     | Wildflower Triathlon | Lake San Antonio | 04:07:22 |           |
| 1986       | 1     | Oxford Triathlon     | Cambridge        |          |           |

| Datum/Jahr    | Platz | Wettbewerb          | Austragungsort    | Zeit     | Bemerkung                    |
| ------------- | ----- | ------------------- | ----------------- | -------- | ---------------------------- |
| 18. Aug. 2002 | 63    | Ironman Germany     | Frankfurt am Main | 09:27:45 |                              |
| 15. Okt. 1994 | 31    | Ironman Hawaii      | Hawaii            | 09:07:51 |                              |
| 30. Okt. 1993 | 6     | Ironman Hawaii      | Hawaii            | 08:27:47 |                              |
| 29. Mai 1993  | 5     | Ironman Lanzarote   | Puerto del Carmen | 09:24:56 |                              |
| 1992          | 7     | Ironman Hawaii      | Hawaii            | 08:27:26 | persönliche Ironman-Bestzeit |
| 25. März 1992 | 4     | Ironman New Zealand | Taupō             | 08:56:25 |                              |
| 17. März 1991 | 5     | Ironman New Zealand | Taupō             | 08:48:52 |                              |
| 1990          | 7     | Ironman Hawaii      | Hawaii            | 08:47:37 | Weltmeisterschaft            |
| 22. Okt. 1988 | 15    | Ironman Hawaii      | Hawaii            | 09:04:55 | Weltmeisterschaft            |

(DNF – Did Not Finish)